# Linha Tronco (Rede Mineira de Viação)
A Linha Tronco da Rede Mineira de Viação é uma ferrovia radial brasileira, em bitola métrica, que interliga o município de Araguari (MG), no Triângulo Mineiro, à Angra dos Reis (RJ), no litoral Fluminense. Atualmente concedida à Ferrovia Centro-Atlântica.

## História
A Linha Tronco da Rede Mineira de Viação construída em parte pela Estrada de Ferro Oeste de Minas a partir da década de 1890, em parte pela Estrada de Ferro Goiás. Iniciava na estação de Ribeirão Vermelho, ponta de um ramal da linha de bitola de 762 mm da Oeste.
A concessão da Oeste de Minas visava interligar o sul de Goiás à Angra dos Reis, no litoral fluminense, passando por Barra Mansa. Em 1907 foi fundada a Estrada de Ferro Goiás, que assumiu a construção a partir de Formiga em direção ao Estado de mesmo nome. Em 1928, a linha chegou à Angra dos Reis, e somente no início da década de 1940 chegou a Goiandira, em Goiás, na ponta norte. Nessa época, as linhas estavam unificadas sob a Rede Mineira de Viação.
A linha chegou a ser eletrificada entre Barra Mansa e Ribeirão Vermelho, funcionando até o início da década de 1980. 

## Operação
A linha férrea foi privatizada em 1996, quando cessou o transporte de passageiros, sendo concedida para a empresa Ferrovia Centro-Atlântica, pela RFFSA. Atualmente é operada pela concessionaria VLI.

## Empresas concessionárias
- Estrada de Ferro Oeste de Minas
- Rede Mineira de Viação
- Rede Ferroviária Federal
- Ferrovia Centro-Atlântica